# Lasiurus intermedius
Lasiurus intermedius је врста слепог миша из породице вечерњака (лат. Vespertilionidae).

## Распрострањење
Ареал врсте покрива средњи број држава у средњој Америци. Врста је присутна у Белизеу, Гватемали, Мексику, Костарици, Салвадору, Сједињеним Америчким Државама и Хондурасу.

## Станиште
Станишта врсте су шуме, грмље и поља.

## Угроженост
Ова врста није угрожена, и наведена је као последња брига јер има широко распрострањење.